# Adama Tangara
Adama Tangara (ur. 2 września 1995) – iworyjski zapaśnik walczący w obu stylach. Zajął piąte i szóste miejsce na igrzyskach afrykańskich w 2019. Zdobył brązowy medal na mistrzostwach Afryki w 2017 roku.